# Бенчі ді Чоне
Бенчі ді Чоне (італ. Benci (Belfincione) di Cione) (1310/1320 — 1388) — флорентійський архітектор доби Середньовіччя.

## Біографія
Невідомо достовірно коли і де Бенчі ді Чоне народився (регіон Комо Ломбардії), перебрався до Флоренції, де вперше згадується під своїм ім'ям у документі від 10 квітня 1348 року. Він не був родичем відомої тоді у Флоренції мистецької родини ді Чоне — Андреа ді Чоне, Якопо ді Чоне, Маттео ді Чоне. У 1345/46 рр. він разом з Нері ді Фірованте працював на реконструкції палаццо Барджелло, виконуючи другорядні роботи. перша самостійна робота настала 1348 на будівництві ораторіум св. Івана Хрестителямонастиря бенедиктинців Санта Марія дель Фйоре в Лапо біля Флоренції. у 1349–1341 рр. ді Чоне і ді фірованті працюють над костелом Св. Анни (після добудови di San Carlo dei Lombardi).
На 1358 він був членом цеху мулярів і теслів. Він працював у 1361–1366 рр. на будівництві костелу Орсанмікеле, де через звинувачення у поганому будівництві, ймовірно, 1359 перебував у в'язниці. На 1366 Бенчі ді Чоне, Нері ді Фірованте, Аедрео ді Чоне, Таддео Гадді і Андреа Бонайуті склали комісію мулярів і теслів, яка розглядала проекти розбудови собору Санта-Марія-дель-Фйоре, випробовувала і затверджувала макети будови. Бенчі найняли бути радником над будівництвом, а 1376 разом з Симоном ді Франческо Таленті вони став головними будівничими собору, керуючи підвищенням опорних стовпів куполу. Того ж року вони розпочали будівництво Лоджії деї Ланці, що тривало до 1382 р. Згодом будівництво помилково припишуть Андрео ді Чоне, називаючи її на того честь Лоджія Орканья.
Бенчі ді Чоне був призначений головним будівничим собору (1382–1383) при будівництві північної каплиці, а 1386 керував розширенням і мощенням камінням площі Сеньйорії.
На основі збережених документів Бенчі ді Чоне вважають більше першокласним будівничим-виконавцем, ніж проектантом споруд відомих споруд.